# Thaumalea anolo
Thaumalea anolo är en tvåvingeart som beskrevs av Schmid 1970. Thaumalea anolo ingår i släktet Thaumalea och familjen mätarmyggor.
Artens utbredningsområde är Oregon. Inga underarter finns listade i Catalogue of Life.